# James McKeen Cattel
James McKeen Cattell, ameriški psiholog, * 25. maj 1860, † 20. januar 1944. 
Bil je bil prvi profesor psihologije v Združenih državah Amerike na Univerzi v Pensilvaniji ter dolgoletni urednik in založnik znanstvenih publikacij in revij.
Leta 1890 je izumil termin mentalni test, leta 1921 pa je ustanovil podjetje Psychological Corporation za svetovanje in nudenje psiholoških uslug industriji ter izdajo mentalnih testov.
1. 1 2  Encyclopædia Britannica
2. 1 2  SNAC — 2010.